# Vilna Sloboda, Hluhiv
Vilna Sloboda (în ucraineană Вільна Слобода) este localitatea de reședință a comunei Vilna Sloboda din raionul Hluhiv, regiunea Sumî, Ucraina.

## Geografie
În sat, începe râul Ponurnitsa, dreptul de plinuri Lokni. Satul Malaya Slobidka este la 1 km distanță.
Există o mulțime de canale de irigare lângă sat.

## Demografie
Componența lingvistică a localității Vilna Sloboda
     Ucraineană (97,07%)
     Rusă (2,48%)
     Alte limbi (0,23%)
Conform recensământului din 2001, majoritatea populației localității Vilna Sloboda era vorbitoare de ucraineană (97,07%), existând în minoritate și vorbitori de rusă (2,48%).